# Niederbottigen

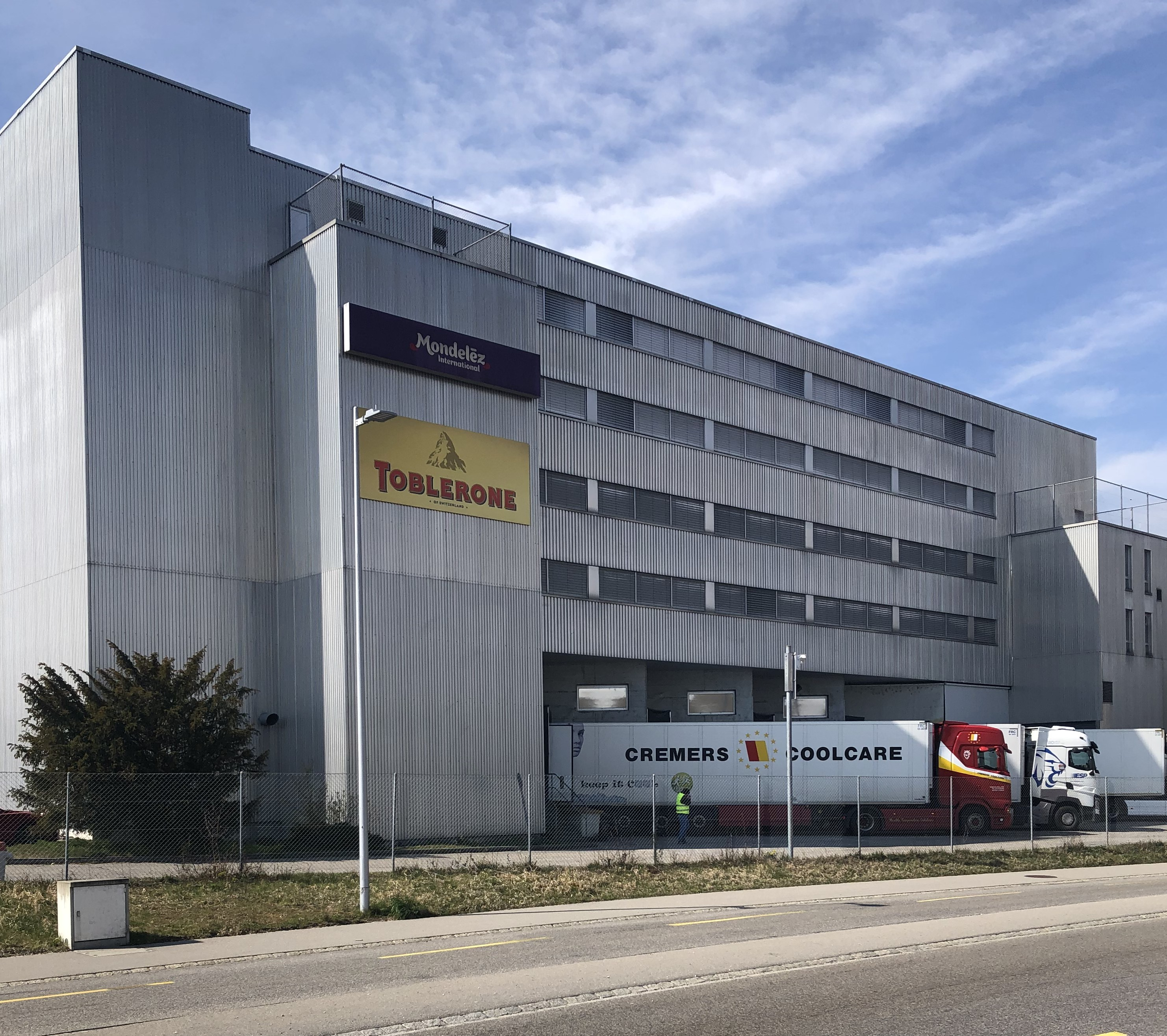
Produktionsgebäude Toblerone Bern-Brünnen

Niederbottigen ist ein Dorf und ein Quartier der Stadt Bern. Es gehört zu den 2011 bernweit festgelegten 114 gebräuchlichen Quartieren und liegt im Stadtteil VI Bümpliz-Oberbottigen, dort im statistischen Bezirk Oberbottigen. Ein kleiner östlicher Teil (Höchacher, Rehhagguet (Kiesgrube) und Rehhaghölzli) gehört zum statistischen Bezirk 29 Bümpliz. Angrenzende Quartiere sind Oberbottigen-Riedbach, Riedern, Brünnen, Stapfenacker, Winterhale und Wangenmatt. Im Süden liegt jenseits der Stadtgrenze von Bern die Gemeinde Niederwangen.
Im Jahr 2022 betrug die Wohnbevölkerung 142 Personen, davon 133 Schweizer und 9 Ausländer. Diese wohnen vor allem im Weiler Niederbottigen.
Am Moosweg befindet sich eine Kleingartenanlage. 

## Industrie und Gewerbe
Im Quartier befindet sich der Schokoladenhersteller Toblerone mit 220 Mitarbeitern (2013), der heute zu Mondelēz International gehört. Ebenso liegt die Verteilzentrale der Coop-Genossenschaft in der Riedbachstrasse im Quartier. Beide werden oft Brünnen zugeordnet. Im Süden befinden sich die Kiesgrube Rehag und weitere Industriestandorte (Kuratle & Jaecker Bern sowie die Toggenburger + Co AG). 

## Verkehr
Anschluss in Richtung Zentrum besteht mit den Buslinien 22 und 32.

## Planungen
Für die geplante Erweiterung von Bern (17'000 neue Bewohner bis 2030) ist es angedacht, in dem zu Bümpliz gehörenden westlichen Teil neu «auf der grünen Wiese» zu bauen. Die gute Verkehrsanbindung von Brünnen auf der angrenzenden Bethlehemer Seite der Bahnlinie spräche dafür.
Die Planung sieht an der Kiesgrube Rehag eine Überbauung vor, die Vorprüfung wurde im Januar 2017 abgeschlossen.